# Лебяжий Остров
Лебя́жий О́стров — посёлок в Брюховецком районе Краснодарского края.
Входит в состав Чепигинского сельского поселения.

## География
Посёлок находится на берегу Лебяжьего лимана, напротив впадения в него реки Бейсуг.

## Население
| 2002 | 2010 |
| ---- | ---- |
| 395  | ↗399 |

## Улицы
| - ул. Гагарина, - ул. Заречная, - ул. Казачья, - ул. Коммунаров, | - ул. Ленина, - ул. Мира, - ул. Набережная, - ул. Северная. |